# BMW 6 시리즈
BMW 6 시리즈(BMW 6 series)는 독일의 자동차 회사인 BMW의 준대형 패스트백이다.

## 1세대(E24)

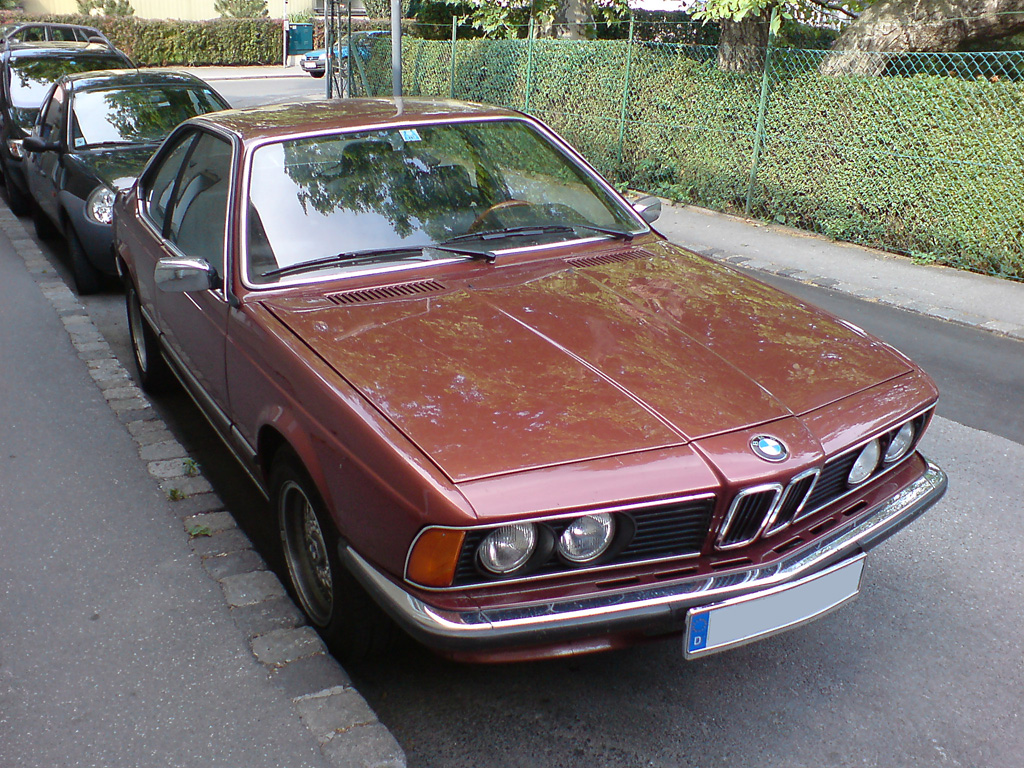
BMW 6시리즈 정측면

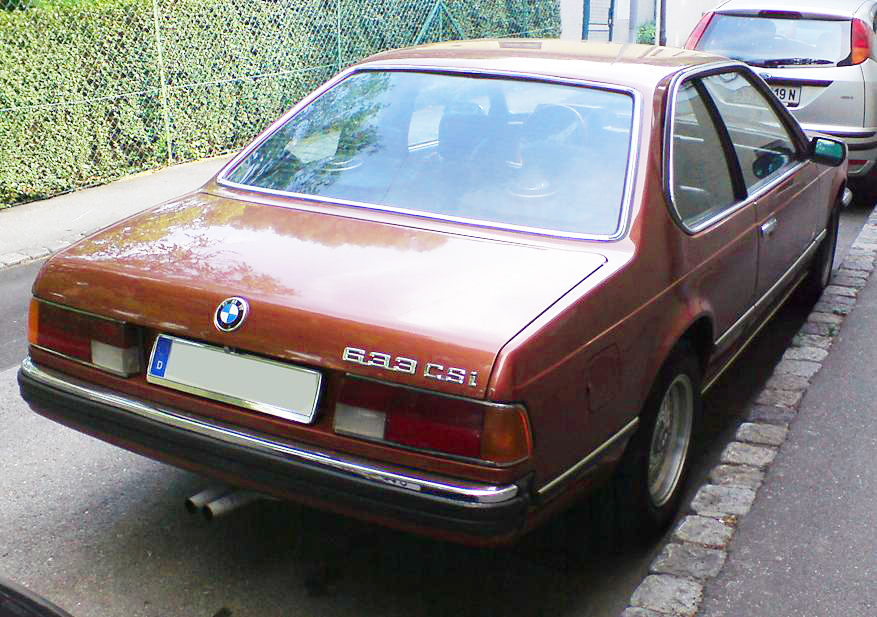
BMW 6시리즈 후측면

5 시리즈(1세대)의 플랫폼을 기반으로 개발된 1세대 6 시리즈는 1976년에 개최된 제네바 모터쇼에서 첫 선을 보였다. 1978년에는 고성능 트림인 635CSi가 선보였다. 635CSi는 3.5L 엔진과 5단 수동변속기, 프론트 스포일러와 리어 스포일러 등이 적용되었다. 1979년에는 5 시리즈(1세대)의 2.8L 엔진이 장착된 628CSi가 선보여 기존의 630CS를 대체했다. 1983년에는 오늘날 M6의 시초가 되는 M635CSi가 선보였다. 1989년에 단종되었고, 후속 차종으로 8 시리즈가 출시되었다.

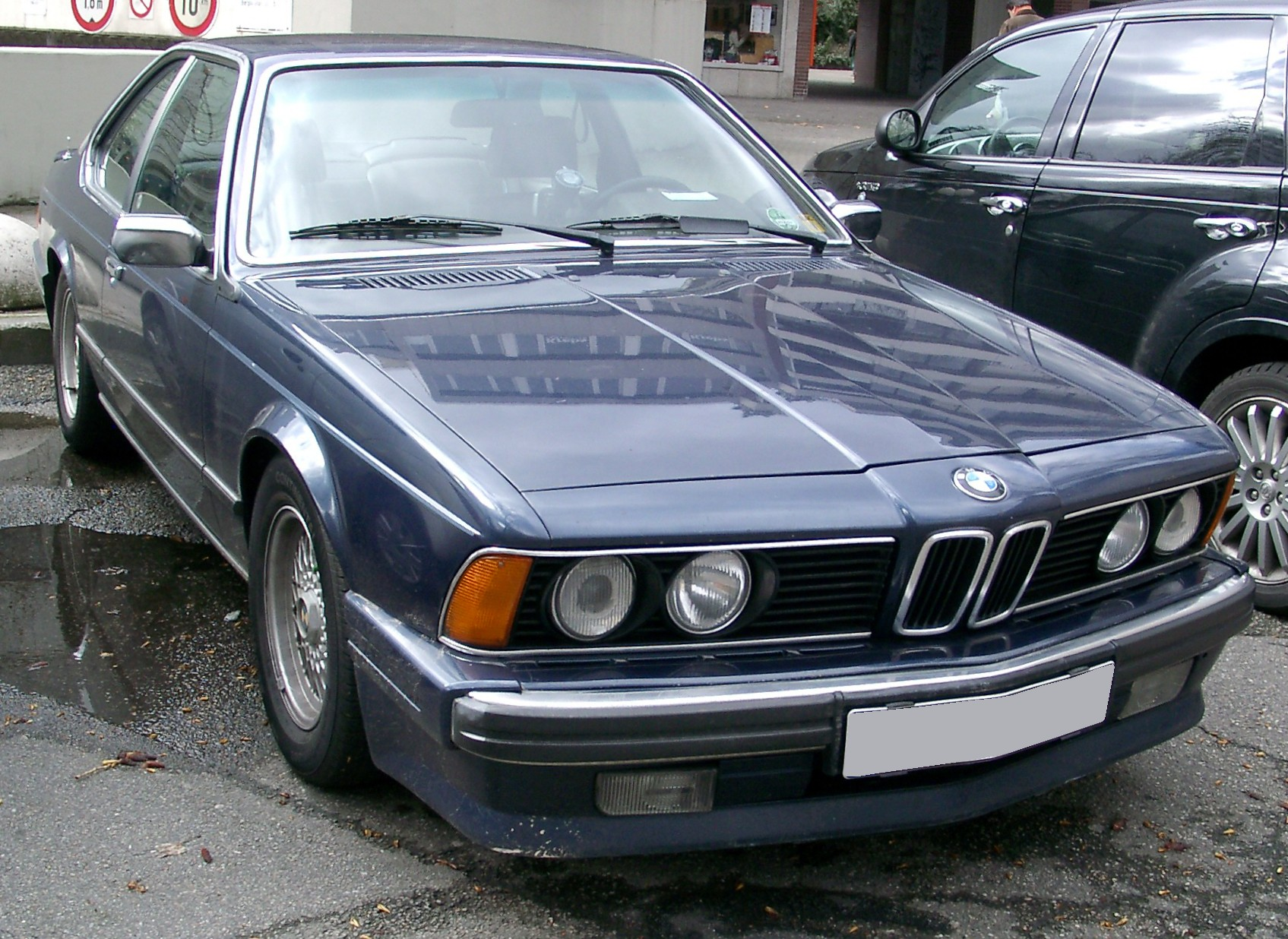
BMW 6 시리즈(후기형) 정측면
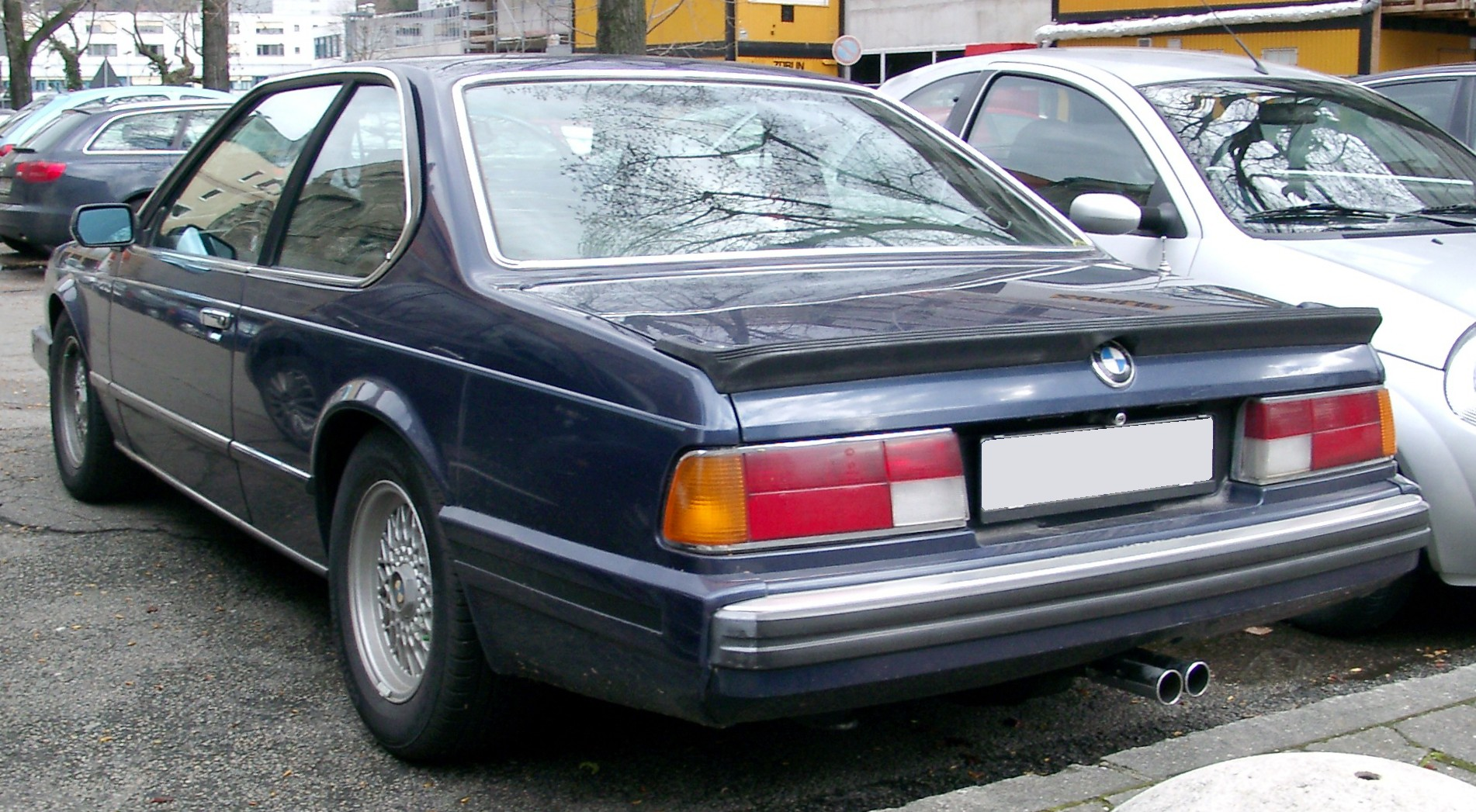
BMW 6 시리즈(후기형) 후측면

## 2세대(E63/E64)

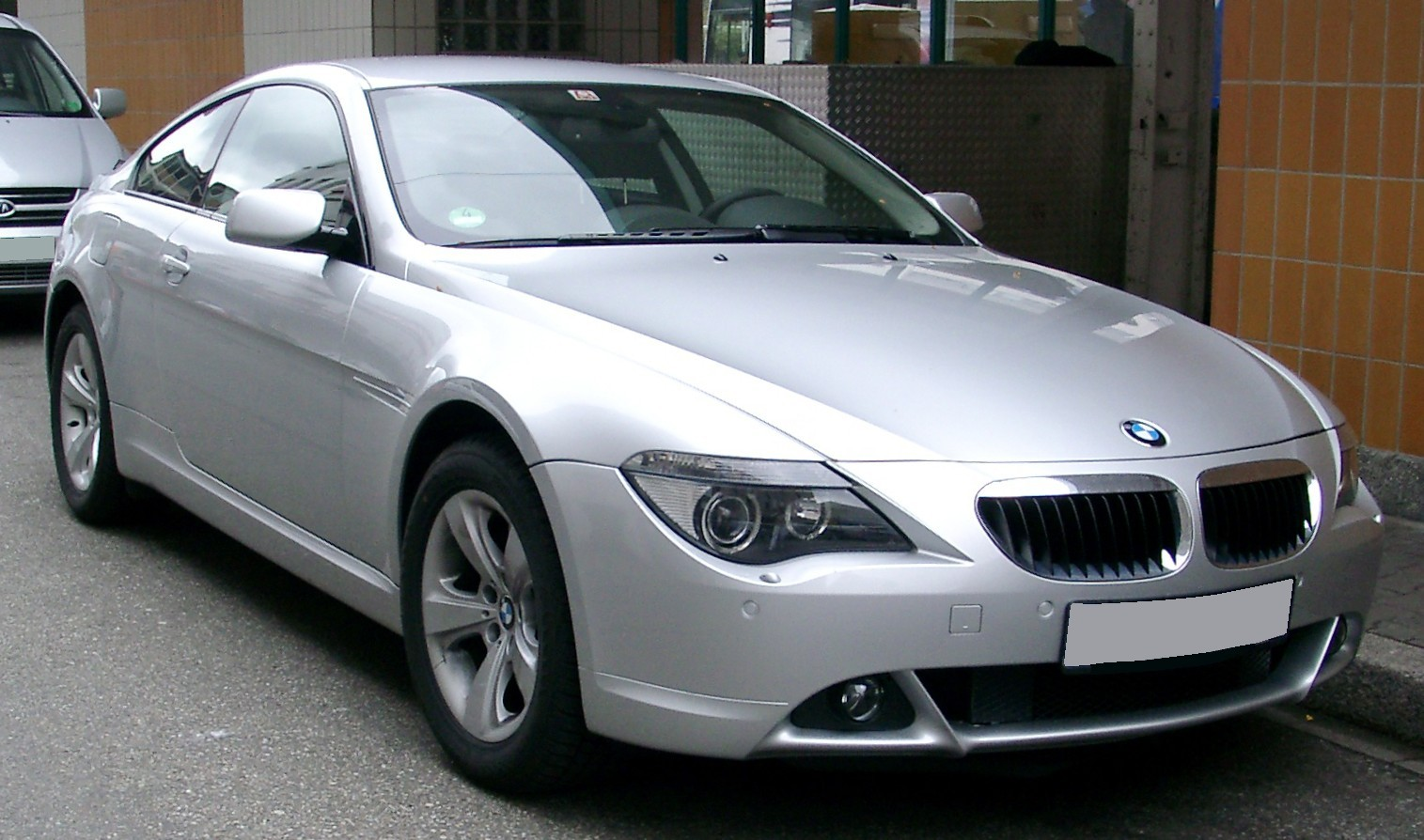
BMW 6 시리즈(전기형) 정측면

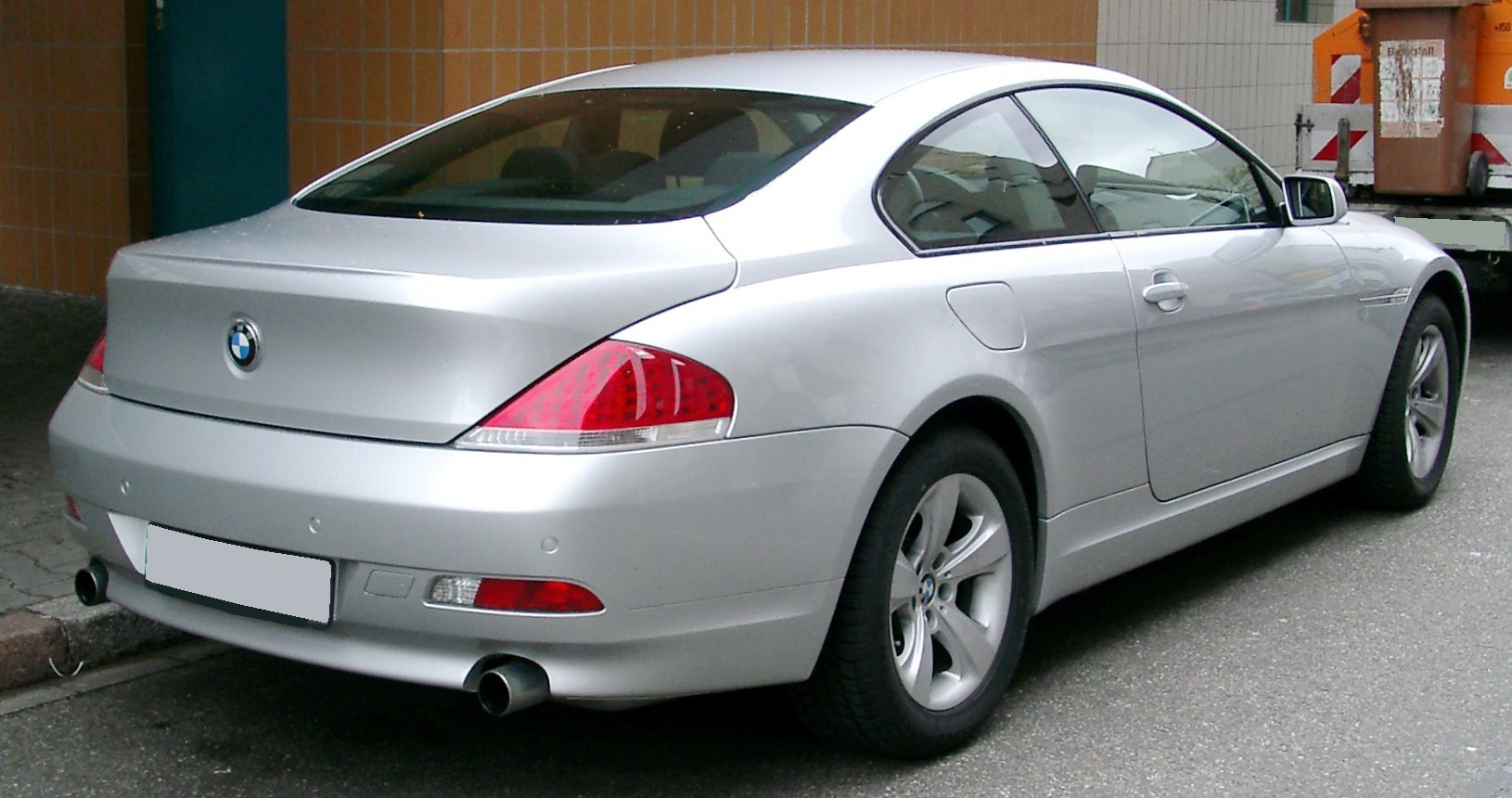
BMW 6 시리즈(전기형) 후측면

8 시리즈가 단종되고, 5년 후인 2003년에 출시된 쿠페의 차명에 6 시리즈가 부활했다. 1세대 6시리즈의 단종 이후로는 14년 만으로, 5 시리즈(5세대)의 플랫폼을 기반으로 개발되었다. 쿠페만 있던 1세대 6 시리즈와 달리, 2세대 6 시리즈부터는 컨버터블도 추가되었다. E63는 쿠페, E64는 컨버터블의 코드명이다.

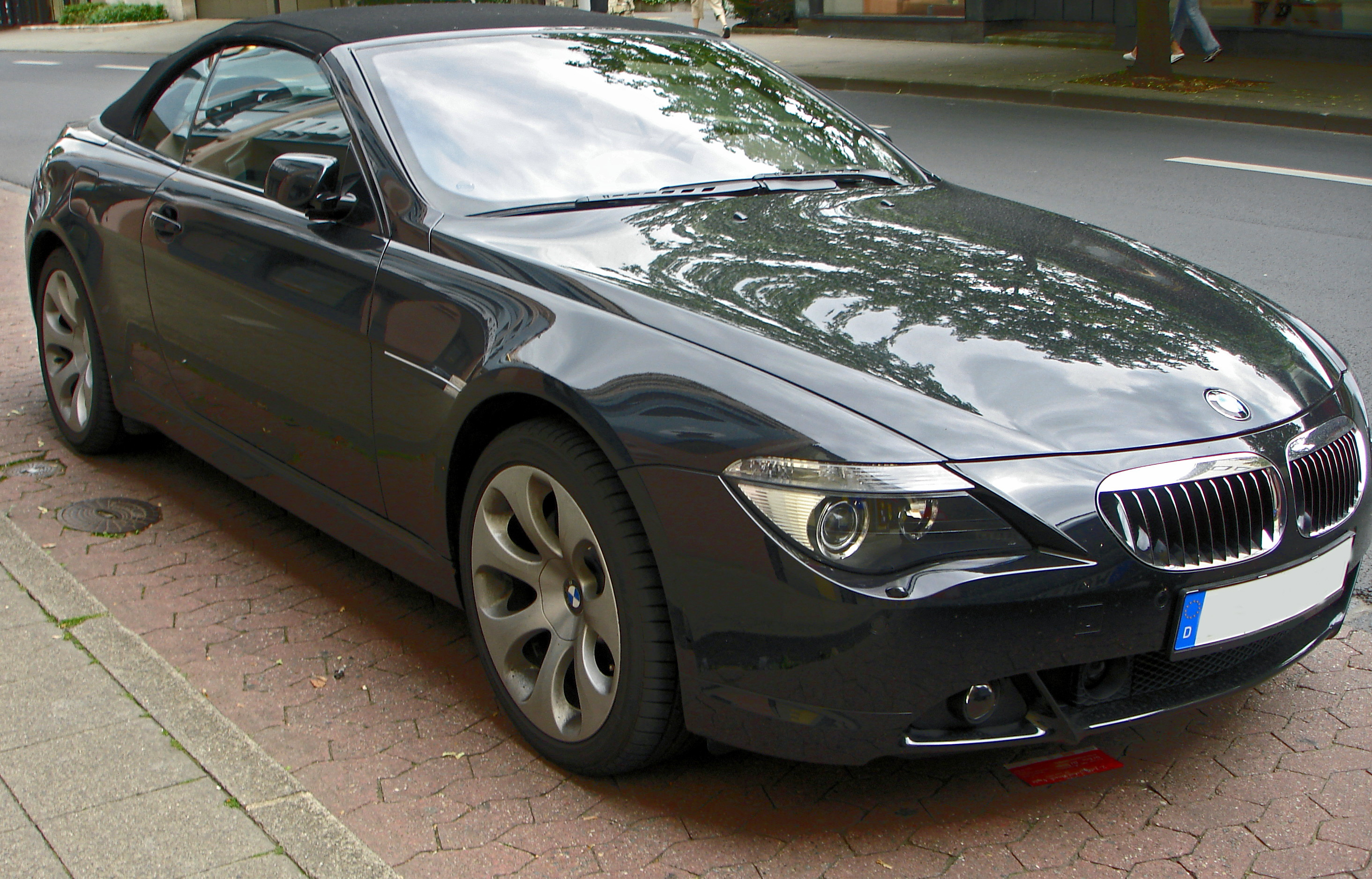
BMW 6 시리즈 컨버터블 정측면(전기형)
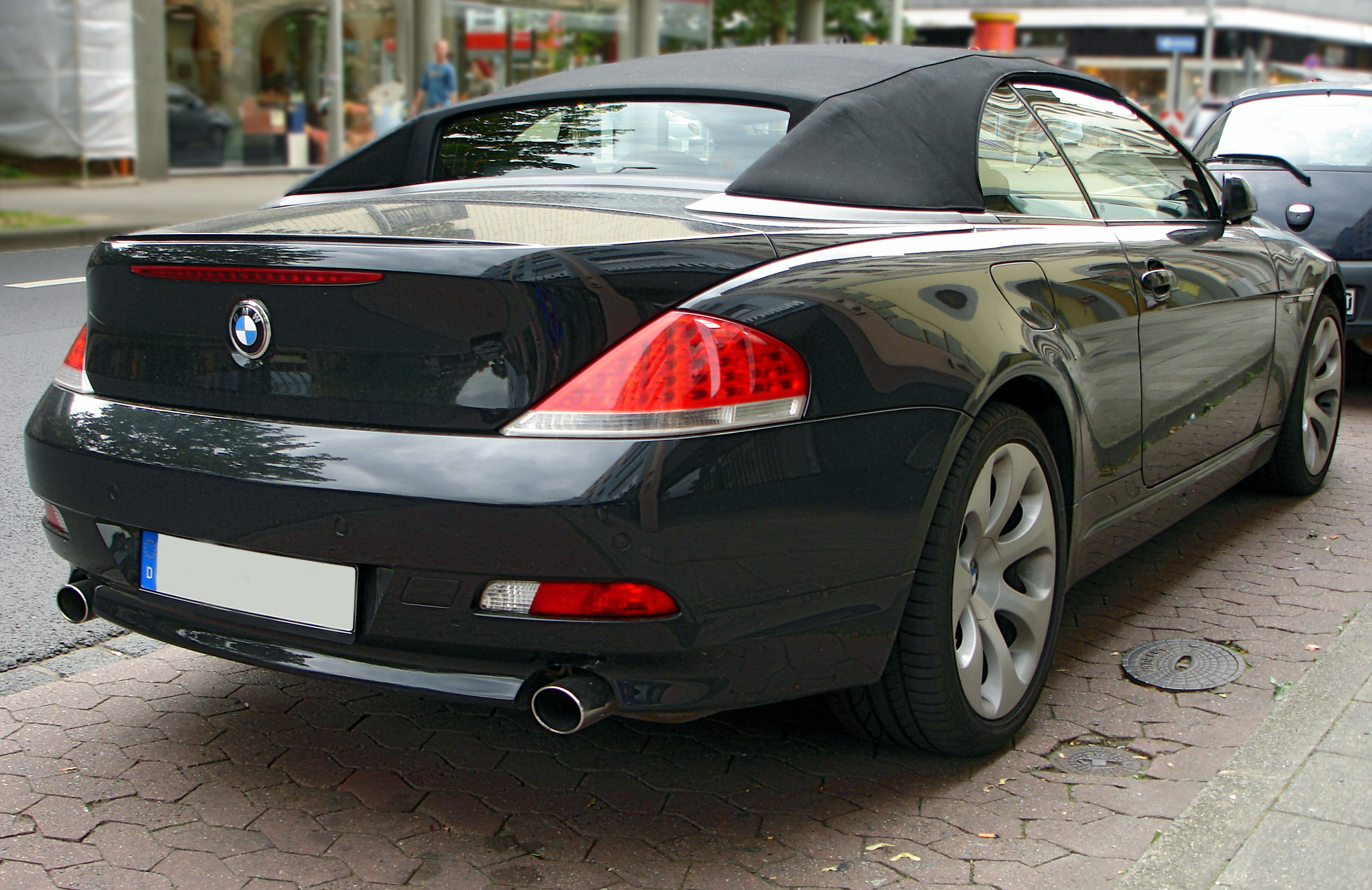
BMW 6 시리즈 컨버터블 후측면(전기형)
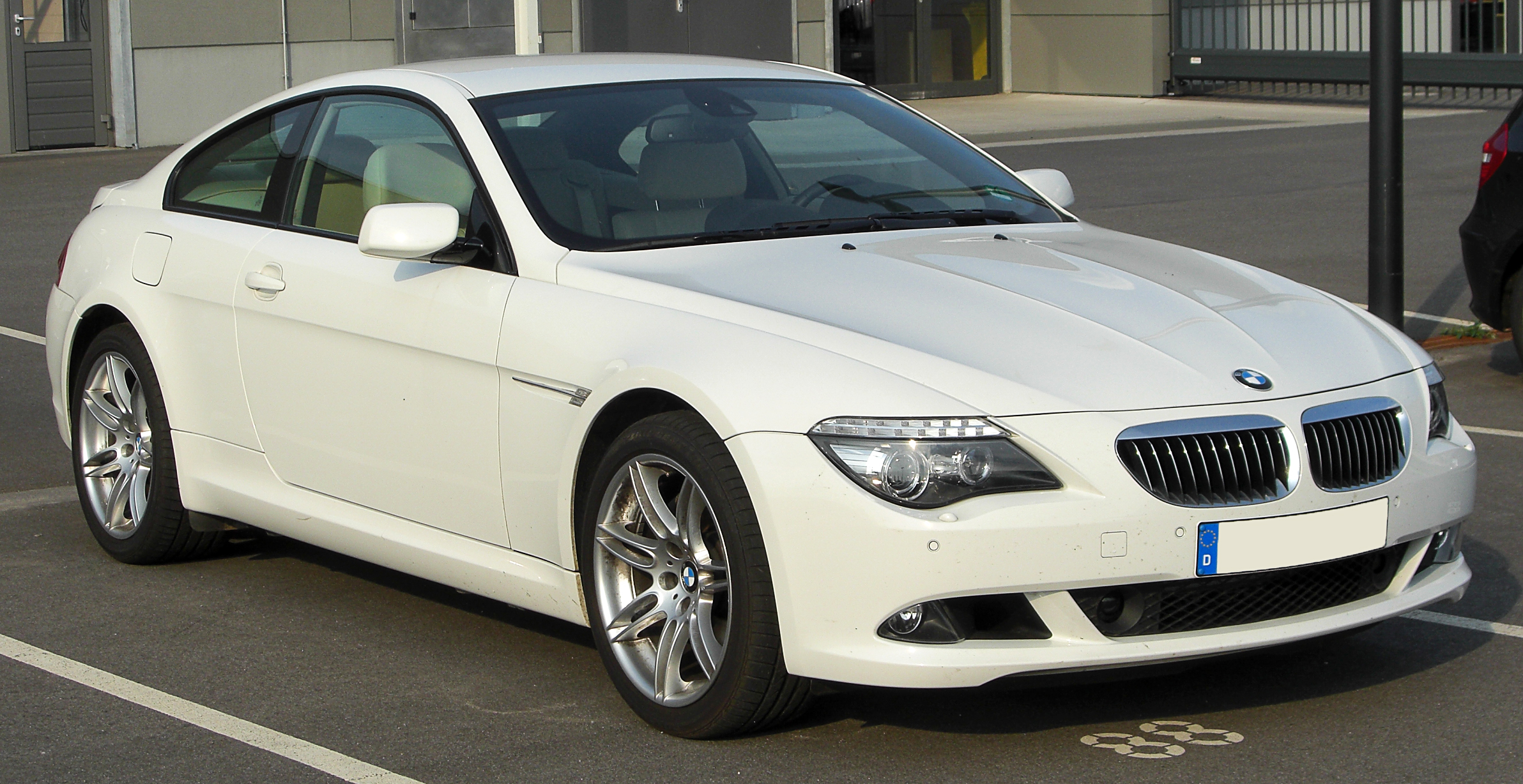
BMW 6 시리즈(후기형) 정측면
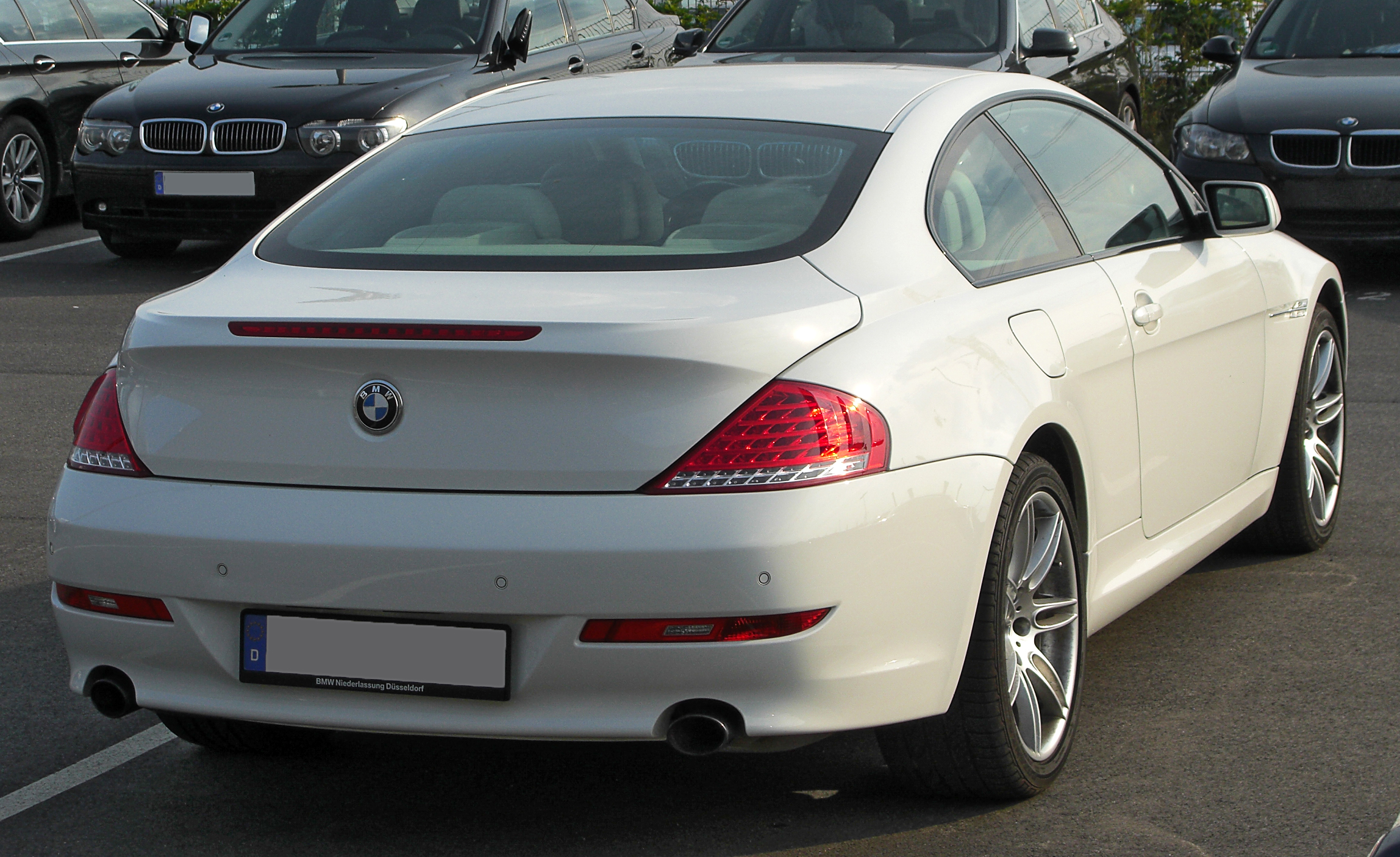
BMW 6 시리즈(후기형) 후측면
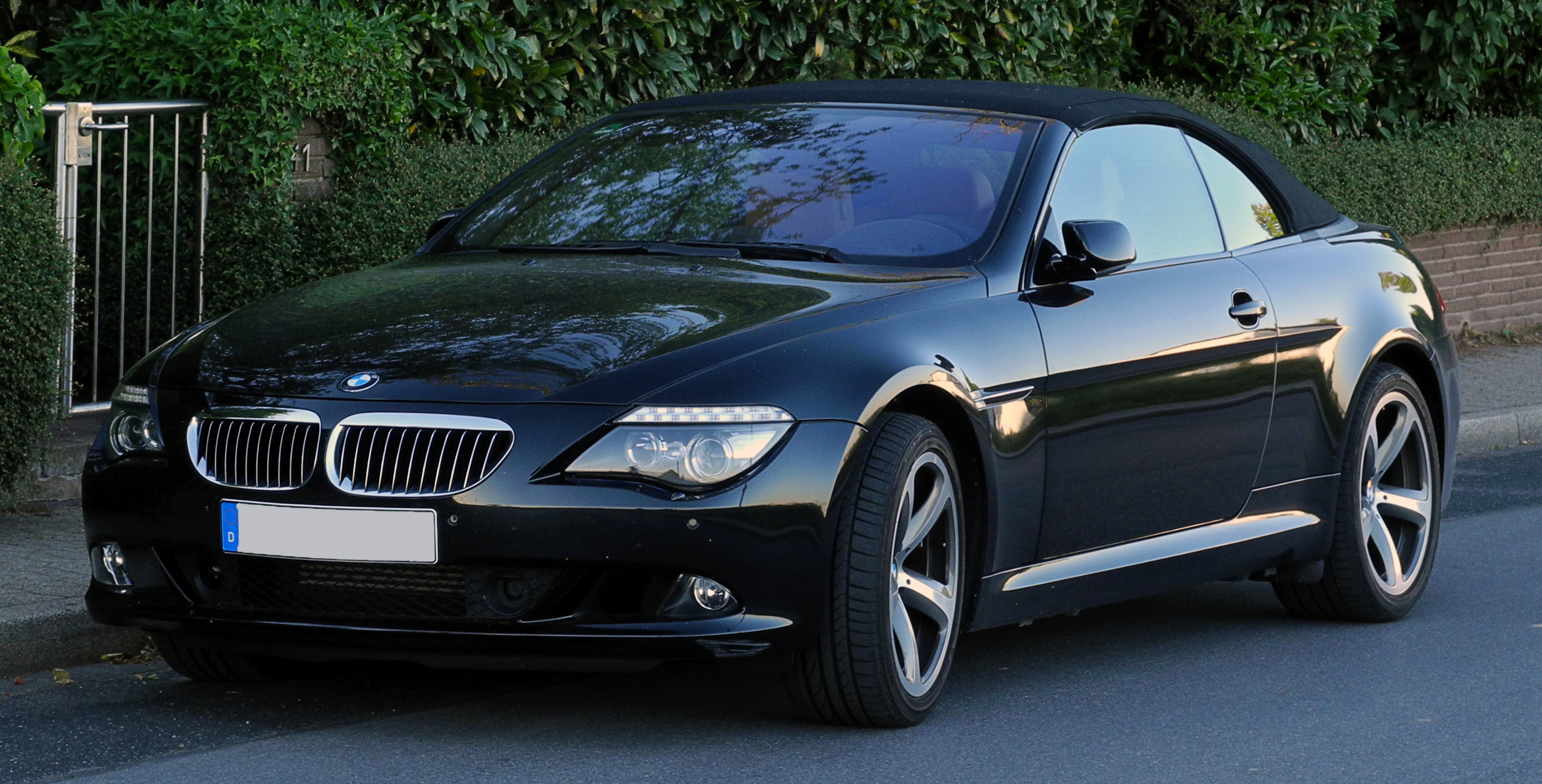
BMW 6 시리즈 컨버터블 정측면(후기형)
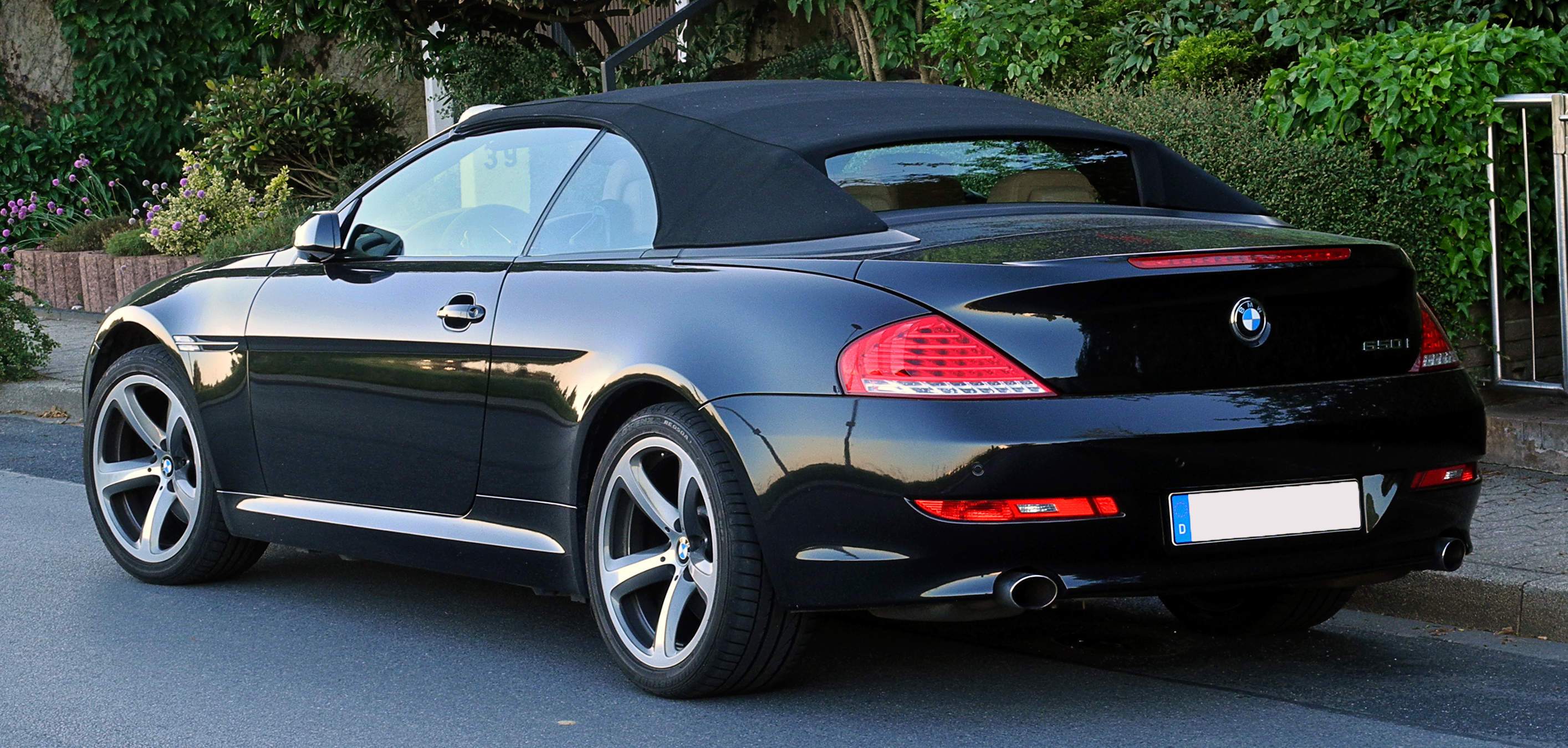
BMW 6 시리즈 컨버터블 후측면(후기형)

## 3세대(F06/F12/F13)

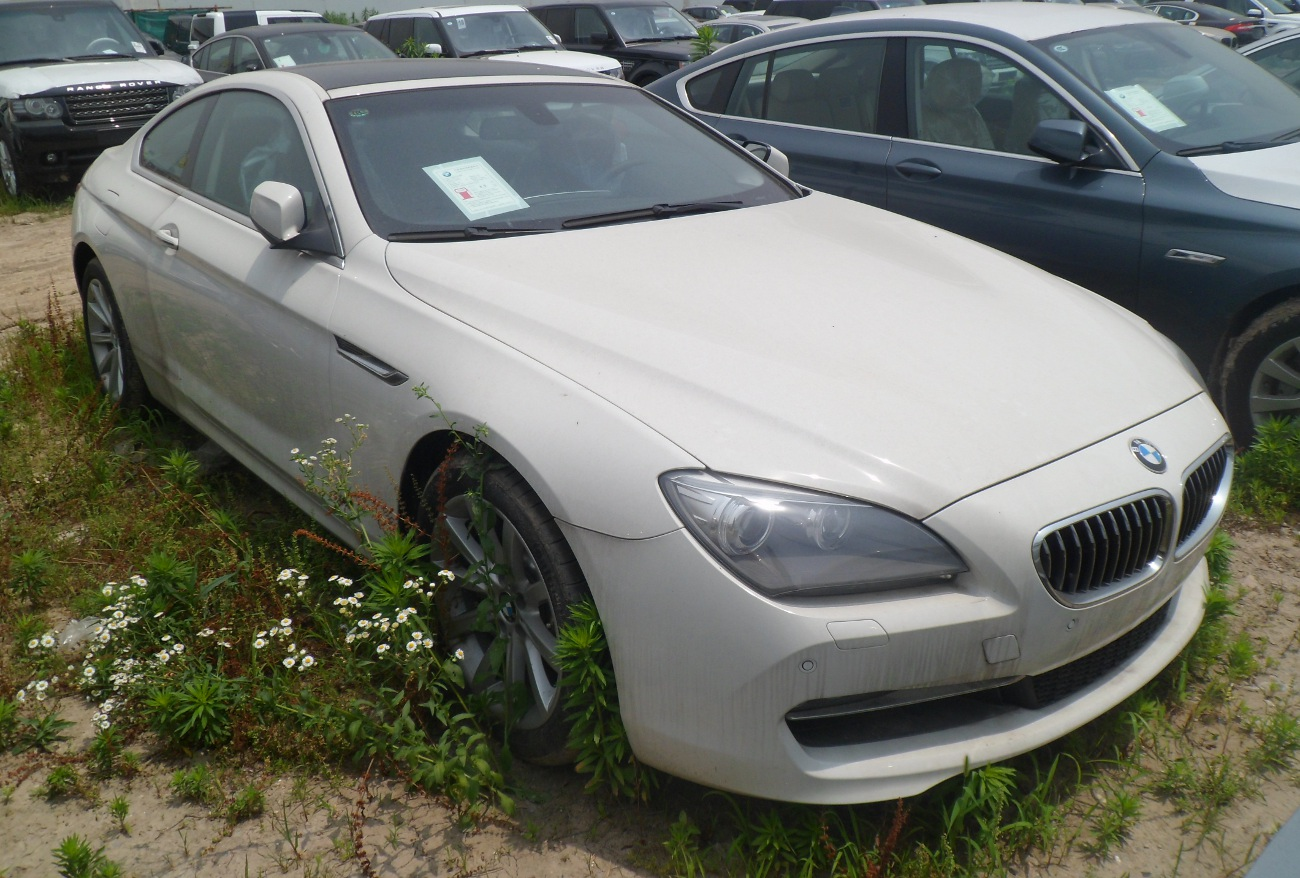
BMW 6 시리즈 정측면

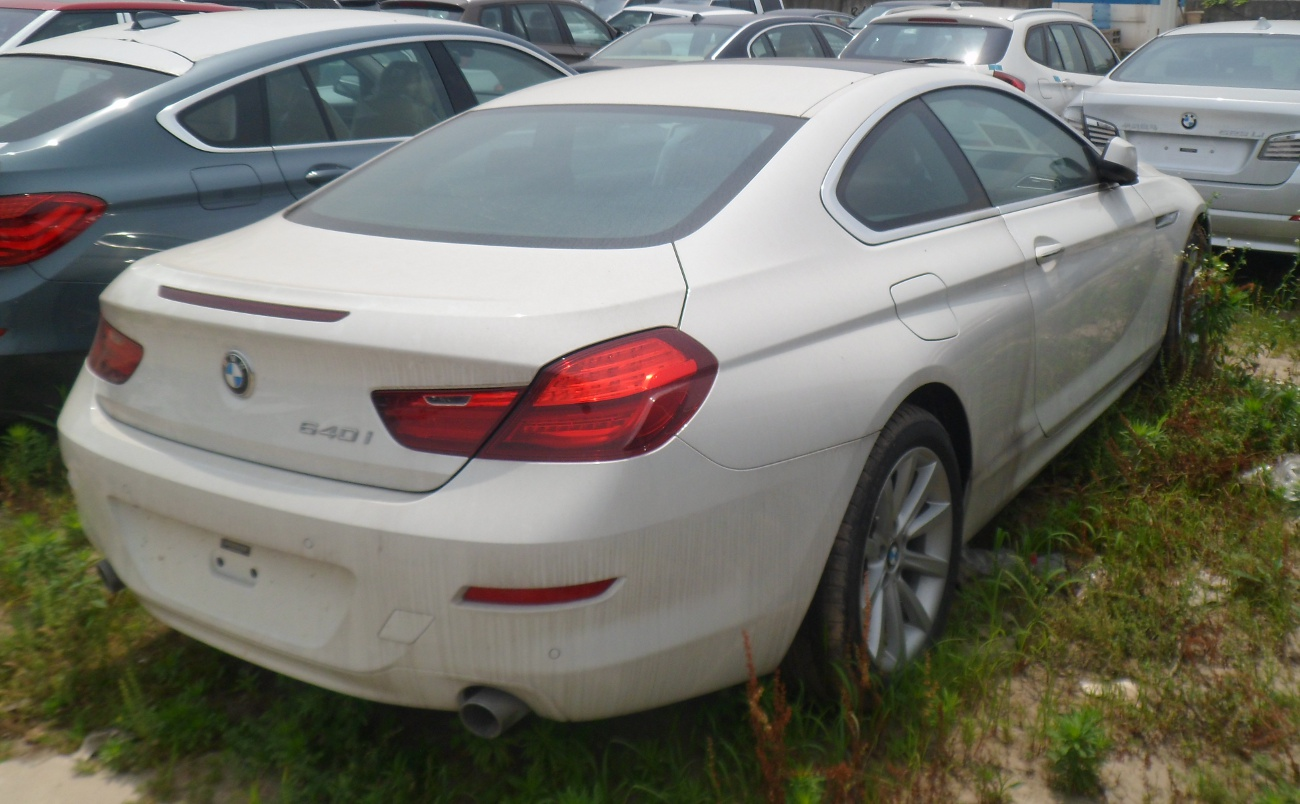
BMW 6 시리즈 후측면

2011년에 출시되었다. 5 시리즈(6세대)의 플랫폼을 기반으로 개발되었다. F06은 그란 쿠페, F12는 컨버터블, F13은 쿠페의 코드명이다. 2012년에는 메르세데스-벤츠 CLS 클래스, 아우디 A7과 경쟁하기 위해 BMW 최초의 4도어 쿠페인 그란 쿠페가 추가되었다. 그란 쿠페는 롱 노즈 숏 데크 형식에 전장이 길어진 만큼 다이나믹한 느낌을 준다. 2014년에 소폭의 페이스 리프트를 거쳤다. 2018년에 쿠페와 컨버터블은 8 시리즈로 대체대었다.

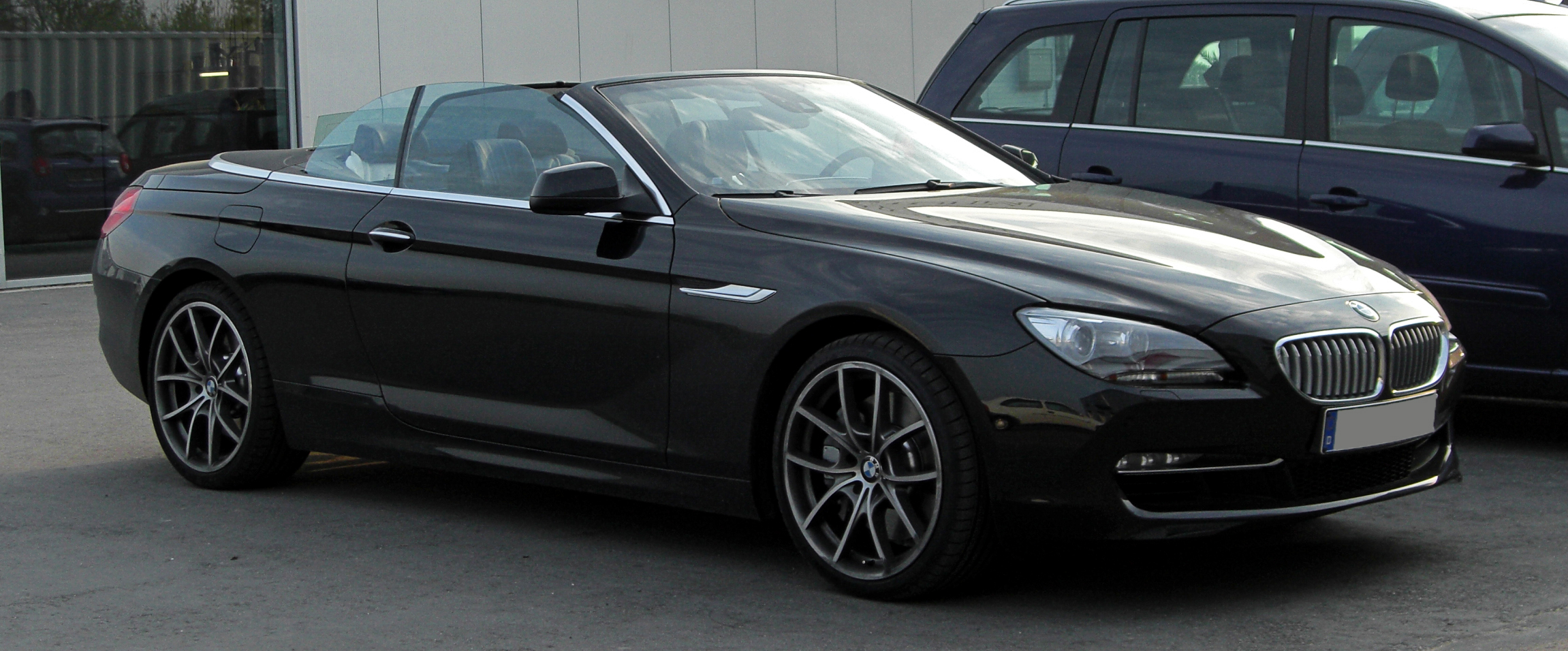
BMW 6 시리즈 컨버터블 정측면
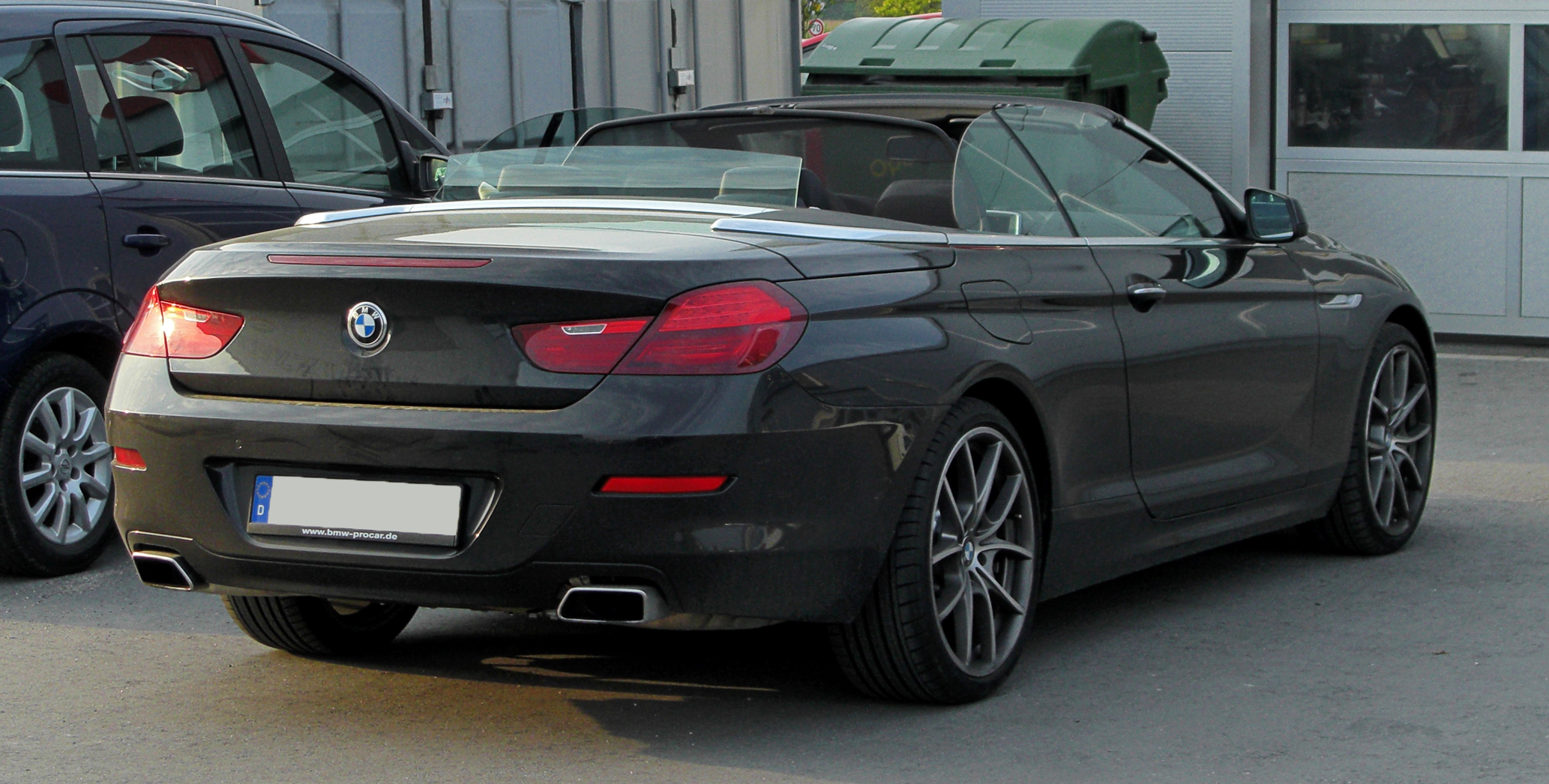
BMW 6 시리즈 컨버터블 후측면
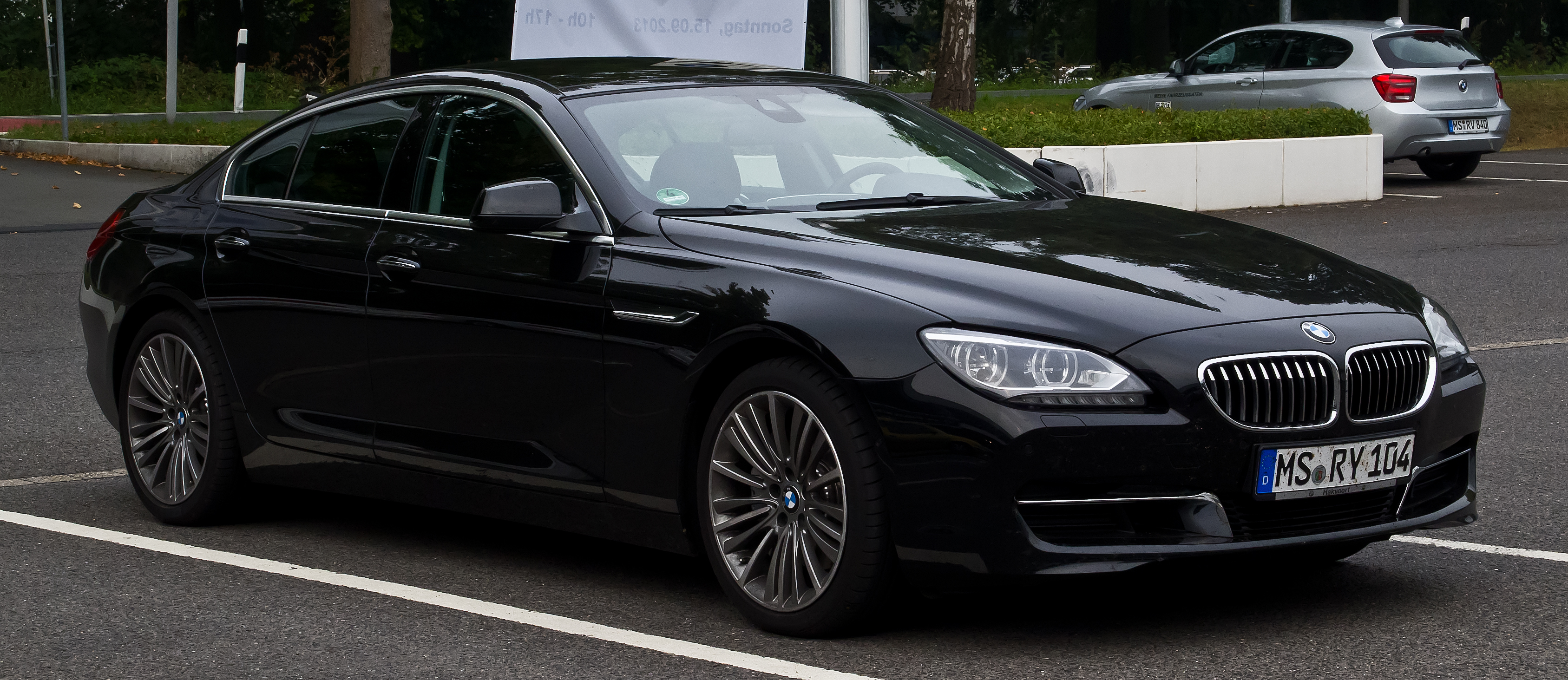
BMW 6 시리즈 그란 쿠페 정측면
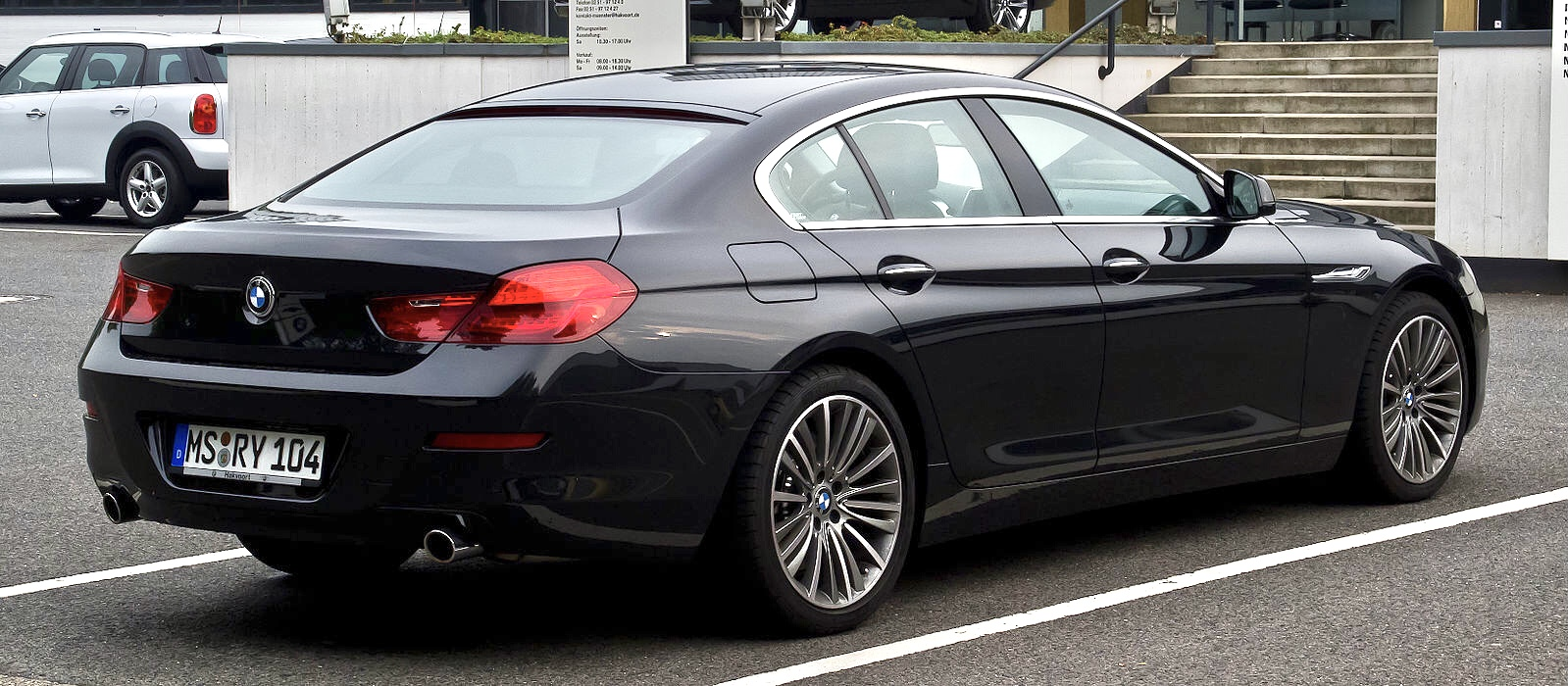
BMW 6 시리즈 그란 쿠페 후측면

## 4세대(G32,6시리즈 GT)

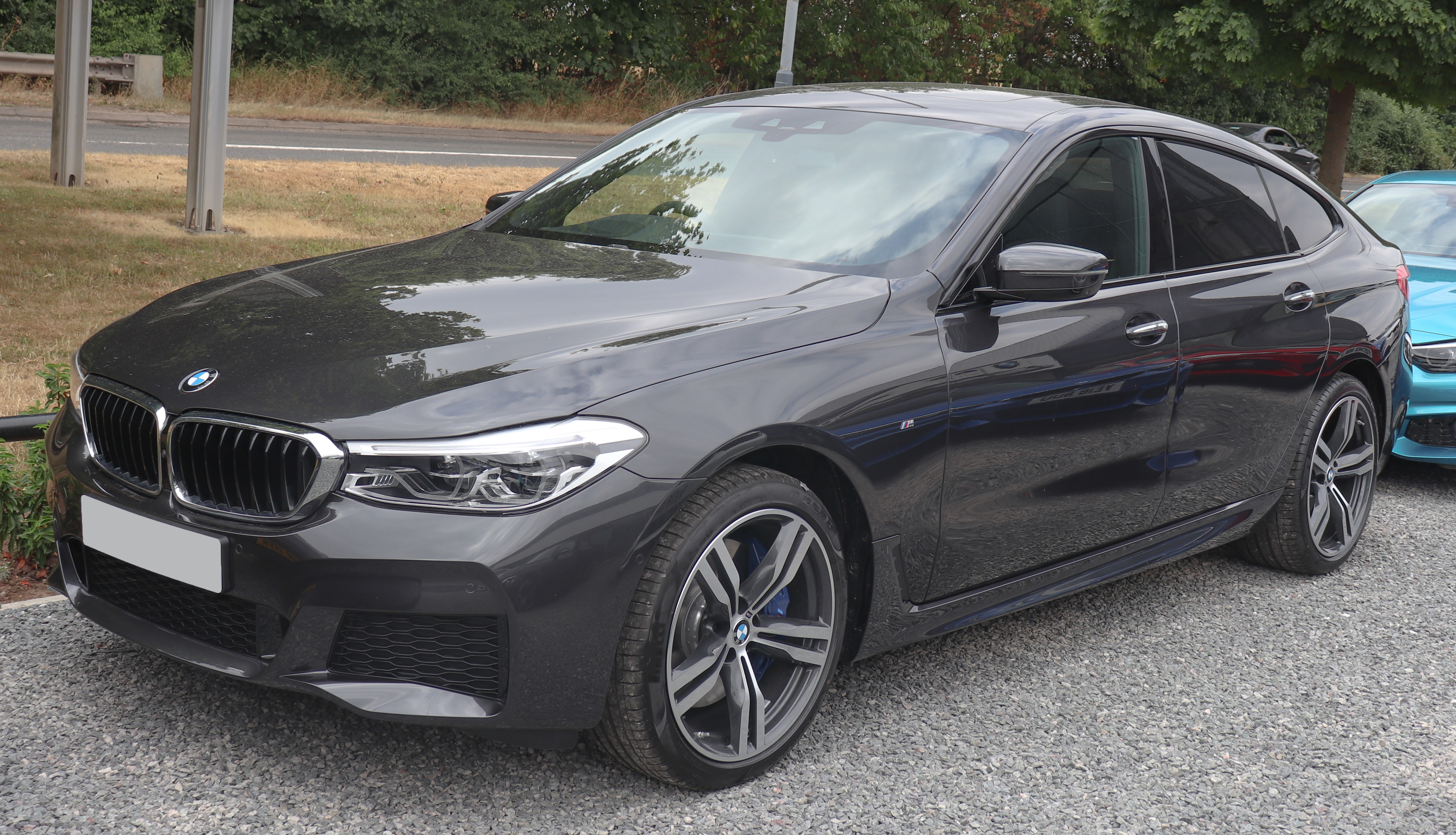
BMW 6시리즈 GT 정측면

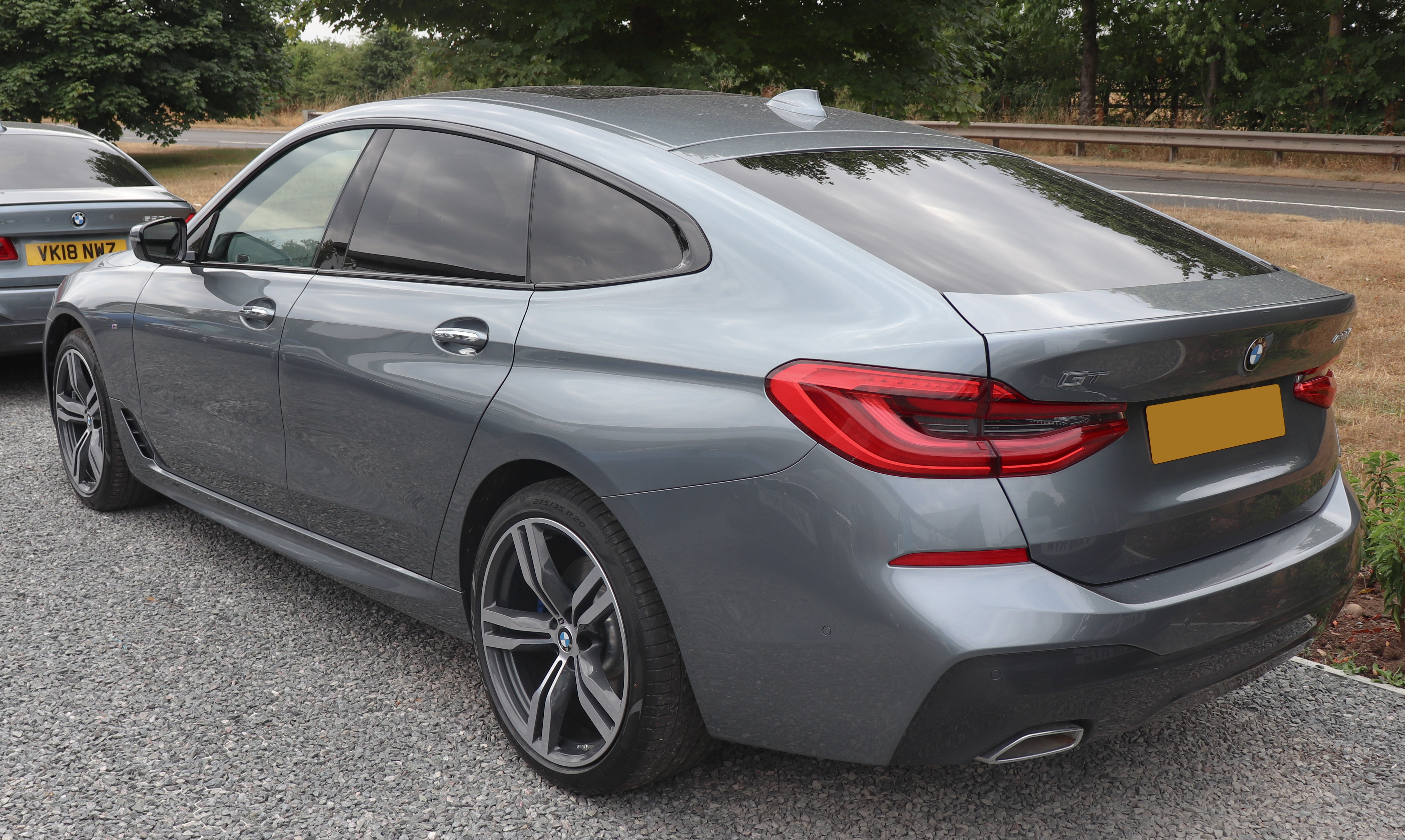
BMW 6시리즈 GT 후측면

2017년에 기존 5시리즈 GT를 대체할 목적으로 출시되었다. 대한민국에서는 640d와 640i가 들여온다. 2020년 5월에 한국의 BMW 드라이빙 센터에서 세계 최초로 페이스리프트가 공개되었다.